# Магалян, Артак Владимирович
Магалян Артак Владимирович (6.12.1977, Ереван) — армянский историк, кандидат исторических наук, сотрудник Института истории Национальной академии наук Армении, специалист по средневековой истории Восточной Армении и Ирана.

## Биография
Окончил среднюю школу № 96 Еревана. В 1997 году поступил и в 2001 году окончил с отличием Ереванский государственный университет, а в 2003 году магистратуру ЕГУ с тезисом «Родословные древа меликских домов Арцаха». В 2003 году, поступил на работу в Институт истории Национальной академии наук Армении, сначала как младший научный сотрудник, позже в качестве сотрудника. Основная специализация — исследования по средневековой истории Арцаха. В 2007 году защитил кандидатскую диссертацию на тему «Арцахские меликства и меликские дома в XVII—XIX вв.», который в том же году был издан в качестве монографии.

## Научная деятельность
Магалян является автором трех книг и около 80 исторических статей, некоторые из которых были изданы в Италии, Австрии, Ливане, России и в Белоруссии. В 2006 году в арменоведческом «Андес Амсореа», выпускаемом в Вене, издал труд Акопа Закаряна Шушеци «История провинции Арцах». В 2007 году под редакцией Магаляна был издан сборник научных статей «Шуши колыбель армянской цивилизации».
Другой сферой научной деятельности Магаляна является исследование первоисточников, освещающих деятельность выдающегося правителя Ирана — Надир-шаха (1736—1747). В 2010 году под его редакцией была издана книга «Историографические памятники эпохи Надир-шаха», в которую включены армянские переводы двух первоисточников, относящихся к истории Ирана XVIII века: «Об истории страны Персидской» и «Известие о произшедших между шахом Надиром и старшим его сыном Реза-Кули-Мирзою печальных приключениях в Персии 1741 и 1742 гг.» русского историографа Василия Братищева, представляющих ценный источник для освещения истории Ирана и сопредельных стран.
Магалян участвовал в авторских и редакторских работах над многотомником «История Армении». Также участвовал в работе ряда международных и национальных научных конференций.

## Работы
1. Арцахские меликства и меликские дома в XVII—XIX вв., Ереван, Издательство «Гитутюн» НАН РА, 2007, 326 ст.
2. Василий Братищев, Известие о произшедших между шахом Надиром и старшим его сыном Реза-Кули-Мирзою печальных приключениях в Персии 1741 и 1742 гг., Подготовка текста, предисловие и комментарий А. Магаляна, Ереван, Издательство «Гитутюн» НАН РА, 2007, 70 ст.
3. Историографические памятники эпохи Надир-шаха, Ереван, Издательство «Гитутюн» НАН РА, 2010, 168 ст.
4. Родословные древа меликских домов Арцаха, «Базмавеп», Венеция — Св. Лазарь, 2004, № 1-4, ст. 93-121, 2005, № 1-4, ст. 153—193, 2006, № 1-4, ст. 262—292.
5. Индийская ветвь Мелик-Бегларянов, владетелей Гюлистанского гавара, «Андес амсореа», Вена — Ереван, 2004, № 1-12, ст. 475—492.
6. Акоп Закарян, История провинции Арцах, «Андес амсореа», Вена — Ереван, 2006, № 1-12, ст. 317—394.
7. Меликство Варанды, «Прошлое, настоящее и будущее Нагорно-Карабахской Республики», Материалы научной конференции, посвященной 15-летию образования НКР, Ереван, 2007, ст. 125—144.
8. Аракел Костанянц, «История монастыря Гтич», «Вестник Матенадарана», № 18, 2008, ст. 283—305.
9. Судебное дело Кусапатских Атабекянов, «Вестник архивов Армении», 2008, № 1, ст. 3-27.
10. Судебное дело Кусапатских Атабекянов (1852—1855), «Русский сборник», том XI, Москва, Издательский дом «Регнум», 2012, ст. 68-100.
11. Хронологическая таблица католикосов Агванка (Гандзасара), «Историко-филологический журнал», 2008, № 3, ст. 268—271.
12. Письмо Армянского патриарха Иерусалима Погоса Ванеци меликам Арцаха, «Историко-филологический журнал», 2009, № 2-3, ст. 262—265.
13. Арцахские меликства и возникновение Карабахского ханства, «Вопросы истории Армении», № 10, 2009, ст. 87-112.
14. Генеалогия Мелик-Исраэлянов, правителей Джраберда (XVII—XIX вв.), «Генеалогия народов Кавказа. Традиции и современность», Материалы международной научно-практической конференции. Владикавказ, 2009, ст. 122—126.
15. Генеалогия Мелик-Бегларянов, правителей Гюлистана (XVII—XIX вв.), «Генеалогия народов Кавказа. Традиции и современность», Вып. II, Владикавказ, 2010, ст. 186—194.
16. Арцахские меликства и возникновение Карабахского ханства, «Русский сборник», том VIII, Москва, 2010, ст. 7-25. (недоступная ссылка)
17. Армения в 1730—1740-х годах, «История Армении», том III, книга I, Ереван, 2010, ст. 59-64.
18. Фальсификация истории Арцахских меликств азербайджанской историографией, «Вем», 2011, № 3, ст. 206—214.
19. Кончина азербайджанской историографии началась с выявления «поздних албанцев», Информационное Агентство Регнум
20. Сведения об Арцахских меликствах в труде Мирзы Адигёзаль-бека «Карабах-намэ», «Андес амсореа», Вена — Ереван, 2011, № 1-12, ст. 375—408.
21. Надписи на новонайденных саблях мелика Егана, «Историко-филологический журнал», 2013, № 2, ст. 180—192.